# Замразена храна
Замразената храна е храна, при която е приложен един от методите за консервиране, който я запазва от момента, в който е приготвена, до момента, в който е консумирана. От ранни времена фермерите, рибарите и траперите са запазвали зърнени култури и продукти в неотопляеми сгради през зимния сезон. Замразяването на храната забавя разлагането, превръщайки остатъчната влага в лед, инхибирайки растежа на повечето бактериални видове. В хранително-вкусовата промишленост има два процеса: механичен и криогенен (или бързо замразяване). Кинетиката на замразяване е важна за запазване на качеството и текстурата на храната. По-бързото замразяване генерира по-малки кристали лед и поддържа клетъчната структура. Криогенното замразяване е най-бързата налична технология за замразяване поради свръхниската температура на течния азот −196 °C.
Запазването на храната в домашните кухни през съвремието се постига с помощта на битови фризери. Приет съвет за домакините е да замразят храната в деня на покупката. Инициатива на група супермаркети през 2012 г. (подкрепена от Програмата за действие за отпадъци и ресурси в Обединеното кралство) насърчава замразяването на храни „възможно най-скоро до датата на годност“. Съобщава се, че Агенцията по хранителните стандарти подкрепя промяната, при условие че храната е била съхранявана правилно до този момент.

## Консервиране
Замразените продукти не се нуждаят от добавени консерванти, тъй като микроорганизмите не растат, когато температурата на храната е под -9,5 °C, което само по себе си е достатъчно за предотвратяване на разваляне на храните. Дългосрочното запазване на храната може да изисква съхранение на храна при дори по-ниски температури. Карбоксиметилцелулозата (carboxymethyl cellulose), стабилизатор без вкус и мирис, обикновено се добавя към замразени храни, тъй като не подправя качеството на продукта.